# Angelo Sraffa
Angelo Sraffa (Pisa, 19 dicembre 1865 – Rapallo, 1937) è stato un giurista ed economista italiano.

## Biografia
Era uno dei cinque figli di Giuseppe Sraffa, erede e titolare di un avviato commercio di tessuti, e di Maria Anna Treves.
Angelo Sraffa fu un insigne giurista ed economista, tra i fondatori del moderno diritto commerciale italiano, professore di Diritto commerciale nelle Università di Parma, di Torino, Macerata e Università Bocconi nonché autore di numerosi trattati e monografie specialistiche sui temi del diritto in ambito economico e commerciale. 
Sposò a Courmayeur Irma Tivoli (1873–1949), di antica famiglia ebraica triestina, nipote dell'imprenditore a politico Cesare Goldmann. Delle sue sorelle, Emma fu moglie di Ferruccio Pontecorvo, capitano d'industria e cugino di Bruno Pontecorvo; Elda sposò invece Enrico Consolo, direttore della sede londinese della Banca Commerciale Italiana; mentre Maria divenne moglie del futuro presidente della Cassazione Mariano D'Amelio.
Fondò con Cesare Vivante la "Rivista di diritto commerciale" e fu direttore della sezione "Diritto privato" dell'Enciclopedia italiana "Treccani". 
Di idee antifasciste (suo figlio Piero Sraffa fu un eminente economista di ispirazione marxista, amico di Antonio Gramsci e Raffaele Mattioli, quest'ultimo messo in cattedra proprio dal padre), fu fatto oggetto, il 15 febbraio 1922, di un'aggressione da parte di tre giovani fascisti davanti alla sede dell'università. Sraffa ottenne le scuse di Benito Mussolini (allora soltanto direttore del "Popolo d'Italia"), ma, nel 1926, il fascismo ormai al potere non poteva tollerare che una tra le più prestigiose università economiche italiane fosse retta da un avversario del fascismo. Fu lo stesso Sraffa, per senso del rispetto e del dovere nei confronti dell'istituzione di cui reggeva le sorti, a proporre la propria sostituzione. In sua vece fu nominato Ferruccio Bolchini .
Massone, non si sa dove né quando fu iniziato, ma il 9 dicembre 1893 fu affiliato Maestro massone nella Loggia Carlo Darwin di Pisa.
Gli è stata intitolata una piazza a Milano presso l'Università Bocconi.

## Pubblicazioni
- A.Sraffa, Il fallimento delle società commerciali, Firenze 1897
- A.Sraffa, La liquidazione delle società commerciali, Firenze, 1899
- A.Sraffa, Il mandato commerciale e la commissione, Milano 1900; 2ª ed., ivi 1933.